# 조준영 (배우)
조준영(2002년 12월 26일~)은 대한민국의 남자 배우이다.

## 학력
- 서울정목초등학교 (졸업)
- 신목중학교 (졸업)
- 서울공연예술고등학교 연극영화과 (졸업)
- 성균관대학교 연기예술학과 (재학)

## 드라마
- 2020년 JTBC 라이브온 - 박영재 역
- 2021년 IDOL [아이돌 : The Coup] - 레이 역
- 2023년 TVING 우리가 사랑했던 모든 것 - 고준희 역
- 2024년 TVING O'PENing - 수령인 - 황이든 역
- 2025년 헤븐리 오리지널 2반 이희수 - 주찬영 역
- 2025년 MBC 바니와 오빠들 - 차지원 역
- 2025년 KBS joy 디어엠 - 반이담 역
- 미정 스피릿 핑거스 - 남기정 역

## 영화
- 2021년 해피 뉴 이어 - 박세직 역